# V. Henrik bölcsője

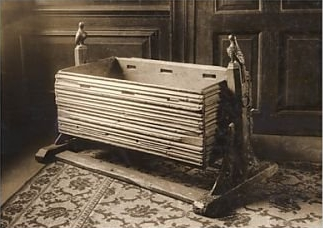
A bölcső William Edward Gray 1912-es felvételén

V. Henrik bölcsője egy angol történelmi iparművészeti emlék. A hagyományok szerint e bölcsőbe fektették az újszülött V. Henrik angol királyt. A bölcsőt VII. Eduárd vásárolta meg egy árverésen, majd utódja, V. György a London Museumnak ajándékozta. A tölgyfából készült bölcsőről bebizonyosodott, hogy V. Henrik születése után egy évszázaddal készült, de ennek ellenére továbbra is jelentős középkori emléknek tartják.

## Története
V. Henrik angol király 1386. augusztus 16-án született a monmouthi várban Bolingbroke Henrik és Bohuni Mária fiaként. Monmouth és vidéke Henrik egyik birtoka volt, így a fiatal házaspár több évig itt élt. Mária 1394-ben hunyt el. Henrik 1399-ben legyőzte II. Richárdot és IV. Henrik néven elfoglalta az angol trónt. Fia V. Henrik néven 1413-ban lépett apja örökébe.

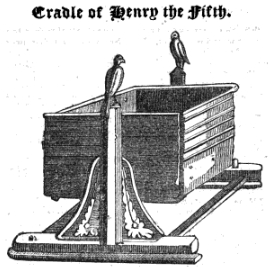
V. Henrik bölcsője a Mirror of Literature (1825) egyik számában

A 18. században, valamint a 19. század elején a bölcsőt a helyiek nagy becsben tartották és a származására vonatkozó hagyományt, miszerint V. Henriké lett volna, általánosan elfogadták. Magántulajdonban volt, ám gyakran megmutatták érdeklődő látogatóknak. 1839-ben állítólag a brislingtoni (Bristol része) George Weare Braikenridge régiség-kereskedő tulajdona volt, aki állítólag harminc fontért vásárolta. 1872-ben a bölcső, V. Henrik páncéljával együtt (amelyet a hagyományok szerint az azincourt-i csatában viselt) a Troy House-ban volt kiállítva, Mitchel Troyban. Erről a monmouthi William Watkins Old, a Royal Historical Society tagja tett említést 1876-ban.
A bölcsőt a londoni Christie’s 1908-ban árverésre bocsátotta. A király megbízásából Guy Laking, VII. Eduárd fegyvermestere vásárolta meg 230 guineáért. A bölcső így a windsori kastélyba került. VII. Eduárd utódja, V. György király jóvoltából 1912-ben a Kensington palotában Guy Lanking vezetésével alapított London Museumba került. A ma Museum of London néven ismert múzeum 1950-ben költözött át jelenlegi székhelyére a Barbican központba.
Tölgyfából készült. A függesztett bölcsőt tartó két oszlopocskát címermadarak díszíti. Az általános történészi vélemények szerint a 15. században készült, egy évszázaddal V. Henrik születése után, ám ennek ellenére egyedi, értékes iparművészeti emlékként tartják számon, hiszen egyike a kevés fennmaradt középkori nemesi bölcsőknek.

## Fordítás
- Ez a szócikk részben vagy egészben  a   Cradle of Henry V című angol Wikipédia-szócikk ezen változatának fordításán alapul.  Az eredeti cikk szerkesztőit annak laptörténete sorolja fel. Ez a jelzés csupán a megfogalmazás eredetét és a szerzői jogokat jelzi, nem szolgál a cikkben szereplő információk forrásmegjelöléseként.